# Saint-Julien-de-l'Herms
Saint-Julien-de-l'Herms is een gemeente in het Franse departement Isère (regio Auvergne-Rhône-Alpes) en telt 111 inwoners (1999). De plaats maakt deel uit van het arrondissement Vienne.

## Geografie
De oppervlakte van Saint-Julien-de-l'Herms bedraagt 9,4 km², de bevolkingsdichtheid is 11,8 inwoners per km².
De onderstaande kaart toont de ligging van Saint-Julien-de-l'Herms met de belangrijkste infrastructuur en aangrenzende gemeenten.

## Demografie
Onderstaande figuur toont het verloop van het inwonertal (bron: INSEE-tellingen).